# Edith Glumpler
Edith Glumpler (* 13. April 1951; † 16. August 2000 in Flensburg) war eine deutsche Erziehungswissenschaftlerin.

## Leben
Glumpler, die aus Nürnberg stammte, absolvierte zunächst ein Lehramtsstudium und arbeitete anschließend sechs Jahre lang als Grund- und Hauptschullehrerin in Erlangen. Dabei betreute sie auch Lehramtsstudenten der Friedrich-Alexander-Universität Erlangen-Nürnberg als Mentorin. Sie schrieb sich schließlich für ein Aufbaustudium an der Friedrich-Alexander-Universität Erlangen-Nürnberg in den Bereichen Pädagogik, Soziologie, Germanistik und Grundschuldidaktik ein. Von 1981 bis 1991 war sie am Institut für Grundschulforschung der FAU als wissenschaftliche Mitarbeiterin tätig und arbeitete am Lehrstuhl Grundschuldidaktik II von Wolfgang Einsiedler. Glumpler verteidigte 1985 erfolgreich ihre Dissertation zum Thema Schullaufbahn und Schulerfolg türkischer Migrantenkinder. Sie lehrte und forschte in den 1980er-Jahren auch an der Johann Wolfgang Goethe-Universität Frankfurt am Main. Ab 1989 engagierte sie sich zudem beim Aufbau einer zentralen Einrichtung für Frauenforschung in der Lehrerinnenbildung an der Pädagogischen Hochschule Flensburg und war schließlich als Leiterin der Forschungsstelle tätig.
Glumpler wurde zum 1. Juni 1993 als Professorin für Grundschuldidaktik/Sachunterricht an die neugegründete Fakultät Erziehungswissenschaften der Technischen Universität Dresden berufen. Sie lehrte dabei am Institut für Schulpädagogik und Grundschulpädagogik und baute den Studiengang Lehramt an Grundschulen auf. Bereits 1995 nahm sie einen Ruf an die Universität Dortmund an, wo sie bis zu ihrem Tod 2000 als Professorin mit Lehrstuhl für Allgemeine Didaktik und Schulpädagogik (mit Schwerpunkt Grundschule) am Fachbereich Erziehungswissenschaften und Soziologie forschte und lehrte.

## Wirken
Glumpler forschte vor allem in den Bereichen Schule und Unterricht. Ein Schwerpunkt waren dabei Fragen des sozialen und interkulturellen Lernens und Lehrens und des integrativen Lernens. Glumpler stellte sich dabei aktiv gegen die „institutionelle Diskriminierung von Migrantenkindern in einer Art ‚Sonderpädagogik‘, die ethnische Differenzen stabilisiert.“ Auch im Bereich der Sachunterrichtsforschung untersuchte sie Möglichkeiten des interkulturellen Lernens ohne Stereotypenlastigkeit, an dessen Stelle „interkulturelle Erziehung als umfassendes Prinzip“ verstanden werden sollte und auf eine „beständige Akzentuierung von Differenz“ verzichtet werden sollte.
Im Bereich der Grundschulforschung betreute sie in Flensburg unter anderem einen Modellversuch zur vollen Halbtagsgrundschule und untersuchte Grundschulkonzepte auf Basis von Familienfreundlichkeit. Ein weiterer Schwerpunkt war die Frauenforschung mit Fokus auf den Problemen des Geschlechterverhältnisses in Schule und Lehrerbildung. Glumplers Beiträge im Bereich der didaktischen Frauenforschung trugen wesentlich dazu bei, „der feministischen Schulforschung einen angemessenen Platz im wissenschaftlichen Diskus zu sichern“. Glumpler war langjährige Sprecherin des Kommission Frauenforschung der Deutschen Gesellschaft für Erziehungswissenschaft (DGfE).

## Publikationen (Auswahl)
- Schullaufbahn und Schulerfolg türkischer Migrantenkinder. e.b.-Verl. Rissen, Hamburg 1985 (auch Dissertation).
- Von der Lehrerbildung zur Lehrerinnenbildung: ein Streifzug durch die Geschichte der Lehrerinnenbildung und ein Plädoyer für die Integration von Frauenforschung in die LehrerInnenbildung der 90er Jahre. Forschungsstelle für Frauenfragen an der PH, Flensburg 1990.
- Mit Aussiedlerkindern lernen. Westermann, Braunschweig 1992.
- Mädchenbildung, Frauenbildung: Beiträge der Frauenforschung für die LehrerInnenbildung. Klinkhardt, Bad Heilbrunn/Obb. 1992.
- Koedukation: Entwicklungen und Perspektiven. Klinkhardt, Bad Heilbrunn 1994.
- Interkulturelles Lernen im Sachunterricht. Verlag Julius Klinkhardt, Bad Heilbrunn 1996.
- als Herausgeberin mit Steffen Wittkowske: Sachunterricht heute: zwischen interdisziplinärem Anspruch und traditionellem Fachbezug. Verlag Julius Klinkhardt, Bad Heilbrunn 1996.
- mit Ernst Apeltauer: Ausländische Kinder lernen Deutsch: Lernvoraussetzungen, methodische Entscheidungen, Projekte. Cornelsen Scriptor, Berlin 1997.
- postum, mit Carsten Fock (Hrsg.): Frauen in pädagogischen Berufen. Band 2: Lehrerinnen. Klinkhardt, Bad Heilbrunn 2001.